# Fernitz-Mellach
Fernitz-Mellach ist eine Gemeinde mit 4951 Einwohnern (Stand 1. Jänner 2025) im Bezirk Graz-Umgebung in der Steiermark, Österreich. Die Gemeinde entstand am 1. Jänner 2015 im Rahmen der Gemeindestrukturreform in der Steiermark aus den mit Ende 2014 aufgelösten Gemeinden Fernitz und Mellach.

## Geografie

### Geographische Lage
Fernitz-Mellach liegt im südlichen Teil des Bezirks Graz-Umgebung, etwa zehn Kilometer südlich von Graz am südöstlichen Rand des Grazer Feldes (ehemals Fernitz Feld) am Übergang zum Oststeirischen Hügelland. Die Gemeinde wird von der Mur durchflossen. Höchste Erhebung ist der Hühnerberg im Norden des Gemeindegebiets.

### Gemeindegliederung
Das Gemeindegebiet umfasst fünf Ortschaften (in Klammern Einwohnerzahl Stand 1. Jänner 2025):
- Dillach (406) samt Aue, Dillachegg und Dillachhöhe
- Enzelsdorf (296) samt Hölle und Oberenzelsdorf
- Fernitz (3113) samt Vorstadt
- Gnaning (417) samt Fernitzberg, Gnaning-Dorf und Tropbach
- Mellach (719) samt Egg, Mellachberg, Murberg und Mellach-Dorf

Die Gemeinde besteht aus drei Katastralgemeinden (Fläche Stand 31. Dezember 2023):
- Fernitz (720,51 ha)
- Gnaning (337,94 ha)
- Mellach (995,11 ha)

### Nachbargemeinden
Drei der acht Nachbargemeinden liegen im Bezirk Leibnitz (LB).
| 000000 Gössendorf Feldkirchen bei Graz000000 | Hausmannstätten                             | Empersdorf (LB)              |
| Kalsdorf bei Graz Werndorf                   | Kompassrose, die auf Nachbargemeinden zeigt | Heiligenkreuz am Waasen (LB) |
| Wildon                                       | Wildon (LB)                                 | Heiligenkreuz am Waasen      |

## Geschichte
Das Gebiet der Gemeinde Fernitz-Mellach war bereits römerzeitlich besiedelt. Kupferzeitliche Funde im Raum von Mellach und Enzelsdorf sowie Siedlungsreste aus der Hallstattzeit weisen auf eine noch frühere Siedlungsgeschichte hin.
Im 6. Jahrhundert kamen Slawen aus dem Osten in das Gebiet. Der Name Fernitz zeigt deutlich slawischen Ursprung. 1160 erbauten die Herren von Pranckh eine Kapelle. 1209 wird Fernitz in einer Urkunde unter dem Namen „Vorenze“ (= Ansiedlung am Föhrenbach) erstmals urkundlich erwähnt. 1210 bestätigt Eberhard II., Erzbischof von Salzburg, die Entscheidung des Streites über die Zugehörigkeit der Kirche zu Straßengel. In dieser Urkunde wird wieder die Hube von Vorinze erwähnt.
Die Jahre 1469 bis 1490 waren Schreckensjahre: die Magyaren drangen mit großer Brutalität in das Land ein. 1480 wurde nach dem Türkeneinfall die Kirche Maria Trost zu Fernitz von Kaiser Friedrich III. in ihrer heutigen Form als Votivkirche errichtet. 1482 verpfändet Friedrich III. das Ungeld zu Vatersdorf und umher u. a. zu Fernitz um jährlich hundert Pfund an einen Jörg Pettenböck.
1680 wütete die Pest in Fernitz und raffte viele Bewohner hinweg. Zu dieser Zeit bestand in Fernitz bereits ein Schulhaus, welches zu den ältesten Häusern des Ortes gezählt haben muss. 1826 wurden bei einem Brand das Schulhaus und mit ihm 30 Häuser und 34 Wirtschaftsgebäude vernichtet.
Im Jahr 2009 wurde im Ortsteil Fernitz ein römisches Grab mit einem vermutlich weiblichen Skelett sowie Perlen, einem Glasgefäß und einem Keramiktrinkbecher gefunden. Von einer zugehörigen römischen Siedlung ist nichts bekannt.
Die Volksschule Fernitz wurde 2012 im Zuge von Sanierungsarbeiten und zu Ehren der gleichnamigen Entwicklungshelferin in „Marianne Graf Volksschule“ umbenannt.
Am 1. Jänner 2015 entstand durch Zusammenlegung der Gemeinden Fernitz und Mellach die Fusionsgemeinde Fernitz-Mellach.

### Bevölkerungsentwicklung
| Fernitz-Mellach: Einwohnerzahlen von 1869 bis 2024  | Fernitz-Mellach: Einwohnerzahlen von 1869 bis 2024 | Fernitz-Mellach: Einwohnerzahlen von 1869 bis 2024 | Fernitz-Mellach: Einwohnerzahlen von 1869 bis 2024 | Fernitz-Mellach: Einwohnerzahlen von 1869 bis 2024 |
| --------------------------------------------------- | -------------------------------------------------- | -------------------------------------------------- | -------------------------------------------------- | -------------------------------------------------- |
| Jahr                                                |                                                    |                                                    |                                                    | Einwohner                                          |
| 1869                                                | 1869                                               |                                                    | 1.609                                              | 1.609                                              |
| 1880                                                | 1880                                               |                                                    | 1.627                                              | 1.627                                              |
| 1890                                                | 1890                                               |                                                    | 1.603                                              | 1.603                                              |
| 1900                                                | 1900                                               |                                                    | 1.616                                              | 1.616                                              |
| 1910                                                | 1910                                               |                                                    | 1.708                                              | 1.708                                              |
| 1923                                                | 1923                                               |                                                    | 1.770                                              | 1.770                                              |
| 1934                                                | 1934                                               |                                                    | 1.797                                              | 1.797                                              |
| 1939                                                | 1939                                               |                                                    | 1.755                                              | 1.755                                              |
| 1951                                                | 1951                                               |                                                    | 1.988                                              | 1.988                                              |
| 1961                                                | 1961                                               |                                                    | 2.150                                              | 2.150                                              |
| 1971                                                | 1971                                               |                                                    | 2.394                                              | 2.394                                              |
| 1981                                                | 1981                                               |                                                    | 2.686                                              | 2.686                                              |
| 1991                                                | 1991                                               |                                                    | 3.265                                              | 3.265                                              |
| 2001                                                | 2001                                               |                                                    | 3.777                                              | 3.777                                              |
| 2011                                                | 2011                                               |                                                    | 4.368                                              | 4.368                                              |
| 2021                                                | 2021                                               |                                                    | 4.908                                              | 4.908                                              |
| 2024                                                | 2024                                               |                                                    | 4.962                                              | 4.962                                              |
| Quelle(n): Statistik Austria, Gebietsstand 1.1.2021 |                                                    |                                                    |                                                    |                                                    |

## Kultur und Sehenswürdigkeiten

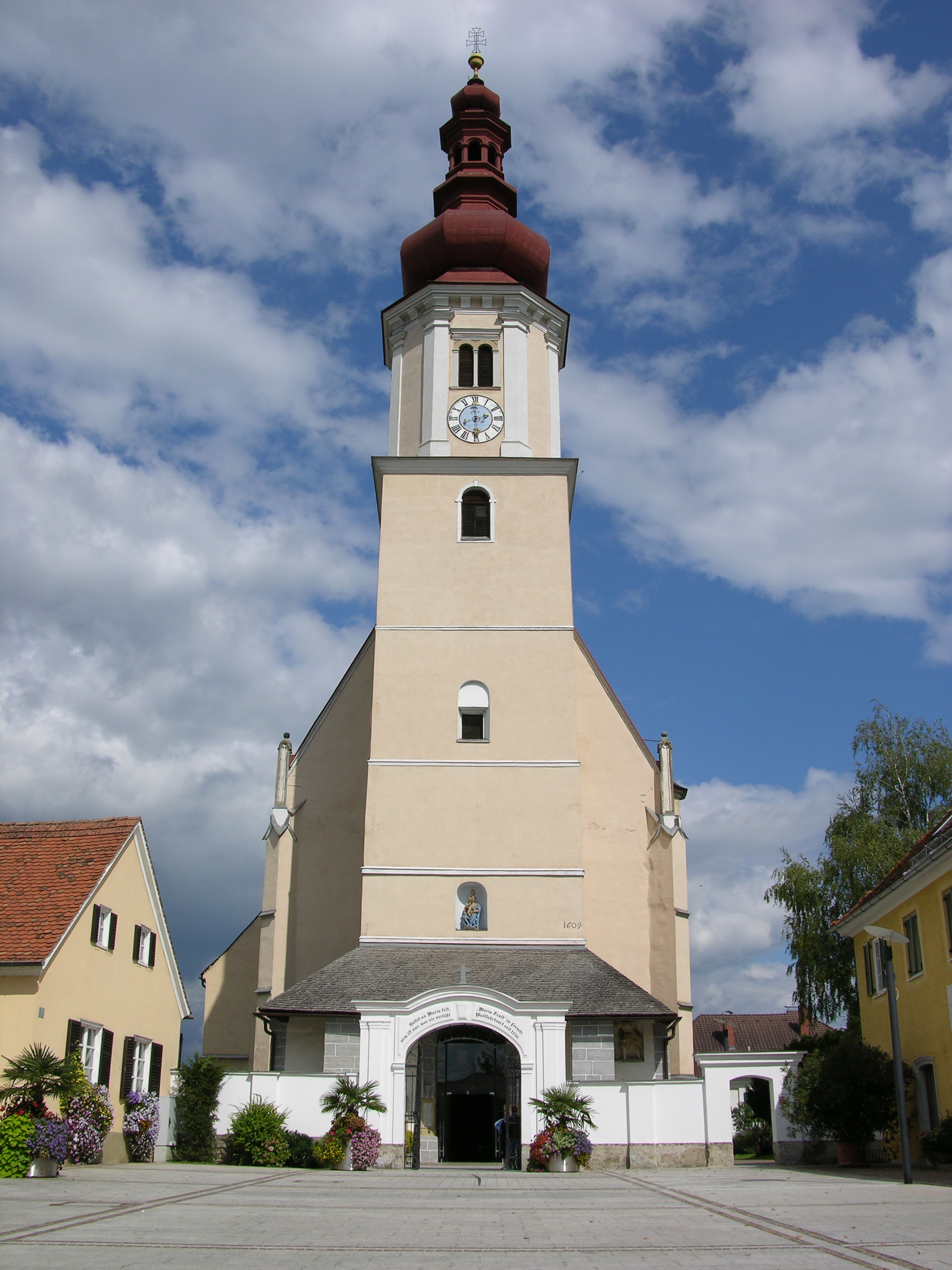
Wallfahrtskirche Maria Trost

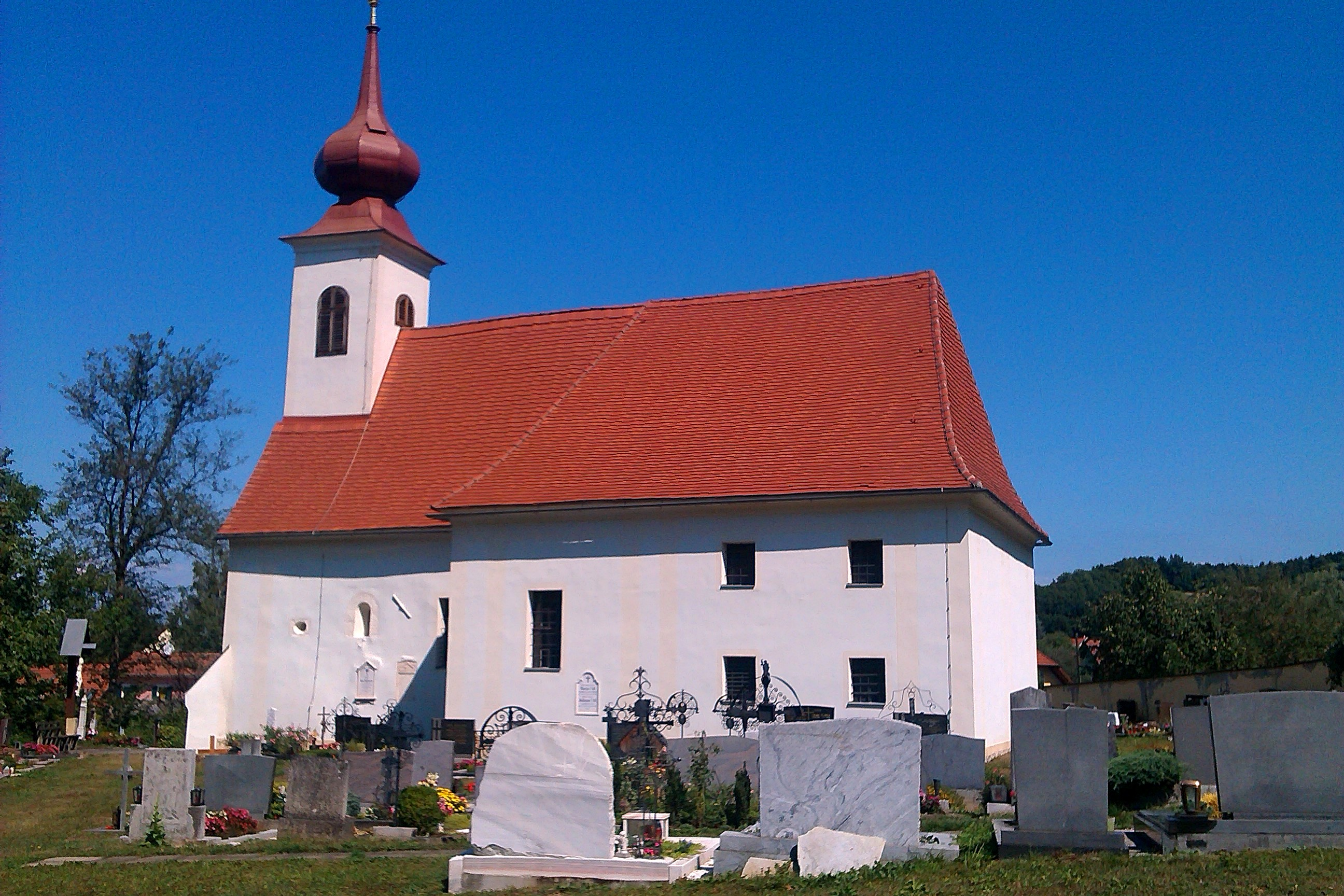
Filialkirche hl. Jakob

- Maria Trost zu Fernitz: Die bekannteste Sehenswürdigkeit des Ortes ist die Wallfahrtskirche Maria Trost. Bereits seit 1150 ist Maria Trost in Fernitz ein Wallfahrtsort und zählt damit zu den ältesten der Steiermark. Das heutige spätgotische Bauwerk wurde zwischen 1506 und 1514 errichtet.
- Filialkirche hl. Jakob: Die Filialkirche hl. Jakob im Ortsteil Enzelsdorf wurde erstmals 1152 urkundlich erwähnt und gilt als eine der ältesten Kirchenbauten der Steiermark. Im 17. Jahrhundert kam es zum Erweiterungsbau der Kirche in der heutigen Form.

### Erzherzog-Johann-Park
1966 wurde durch die Kanalisation, Aufschüttung und Trockenlegung der etwa 12.000 m² umfassenden versumpften Dorfwiese, in die bis dahin Abwässer geleitet wurden, ein Park im Dorfzentrum angelegt. Der neu errichtete Park samt Springbrunnen aus vier Fontänen in einem viereckigen Becken wurde im Jahr darauf eröffnet.
Im Erzherzog-Johann-Jahr 1982 erhielt der Dorfpark im Gedenken an den steirischen Prinzen seinen heutigen Namen: „Erzherzog-Johann Park“.
Nach drei Jahren Projektierung und drei weiteren Monaten Ausführung wurde im Zuge der Ortskernerneuerung 1999 auch der Park neu gestaltet. Neben Neubepflanzungen und Wahrung alter Baumbestände wurden die Flanierwege sowie der Brunnen erneuert. Mit diesem Projekt wurde die Gemeinde im Jahr 2000 mit dem steirischen Ortserneuerungspreis ausgezeichnet.
Im Frühjahr 2006 wurde der Park mit Funkien-Themengärten erweitert. Zu den circa 200 Funkiensorten wurde ungefähr 4000 Begleitpflanzen gesetzt. Somit ist der Erzherzog-Johann-Park in seiner Art österreichweit einzigartig.
Für dieses Bemühen wurde die Gemeinde Fernitz in den Jahren 2004, 2008, 2009, 2011, 2013, 2014, 2015, 2016 und 2017 Fernitz zum „schönsten Blumendorf der Steiermark“ gewählt.

### Ehemalige Sehenswürdigkeiten
- Tierpark Aumühle (2020 geschlossen)[7]

## Wirtschaft und Infrastruktur

### Verkehr
Fernitz-Mellach liegt verkehrsgünstig südlich von Graz, viele Hauptverkehrsstraßen liegen in Gemeindenähe, ohne direkt durch die Gemeinde zu führen.
Die Pyhrn Autobahn A 9 ist in rund fünf Kilometern über die Anschlussstelle Kalsdorf (exit 194) zu erreichen. Auch die Süd Autobahn A 2 führt in Gemeindenähe vorbei. Die nächstgelegene Anschlussstelle ist der Knoten Graz-Ost bei Raaba-Grambach (exit 179) in etwa sechs Kilometern Entfernung.
An das Netz der ehemaligen Bundesstraßen ist Fernitz-Mellach gut angeschlossen, so ist die Grazer Straße B 67 in etwa zwei Kilometern im Nachbarort Kalsdorf oder im Süden in etwa acht Kilometern über Wildon erreichbar. Die Kirchbacher Straße B 73 ist in etwa zwei Kilometern im Nachbarort Hausmannstätten zu erreichen.
Fernitz-Mellach hat keinen eigenen Bahnhof. Der nächstgelegene Bahnhof befindet sich im Nachbarort Kalsdorf (ca. 3 km) und bietet Zugang zur Österreichischen Südbahn mit stündlichen Regionalzug-Verbindungen nach Graz und Leibnitz.
Der Flughafen Graz ist etwa sieben Kilometer entfernt.

### Ansässige Unternehmen
Der Verbund betrieb im Gebiet von Mellach ein Öl/Gas-Kombikraftwerk, welches durch die integrierte Kraft-Wärme-Kopplung nicht nur Strom, sondern auch Wärme lieferte und höchste ökologische Anforderungen erfüllte. 1996 wurde das Kraftwerk als sauberste und beste Anlage Europas mit dem Öko-Audit zertifiziert. 2007 wurde am selben Standort der Bau eines 850 MW starken Gas- und Dampfkraftwerk Mellach genehmigt, welches am 22. Juni 2012 offiziell vom Generalunternehmer Siemens an den Verbund übergeben wurde. Insgesamt wurden damit rund zwei Millionen Tonnen CO2 emittiert, was den gesamten CO2-Ausstoß des Bundeslands Steiermark um rund 20 % erhöhte. Das Öl/Gas-Kraftwerk mit 175 m hohem zweizügigem Schlot wurde im Sommer 2017 abgerissen, wofür im Juli mehrere Wochen lang ein samt Ausgleichsgewichten 1000 Tonnen schwerer Raupenkran aufgebaut worden ist.
Das nahe gelegene Steinkohlekraftwerk soll Mitte 2020 stillgelegt werden. Das moderne Gasturbinen-Dampfturbinen-Kombikraftwerk wollte der Eigner Verbund verkaufen oder einmotten, hat jedoch im März 2017 entschieden es zu behalten und setzt es bedarfsflexibel untertags seit Mai 2017 ein.
In der Nähe befindet sich außerdem als Laufkraftwerk in der Mur, das Wasserkraftwerk Mellach, sowie etwas weiter Flussaufwärts das 2013 in Betrieb genommene Kraftwerk Kalsdorf.

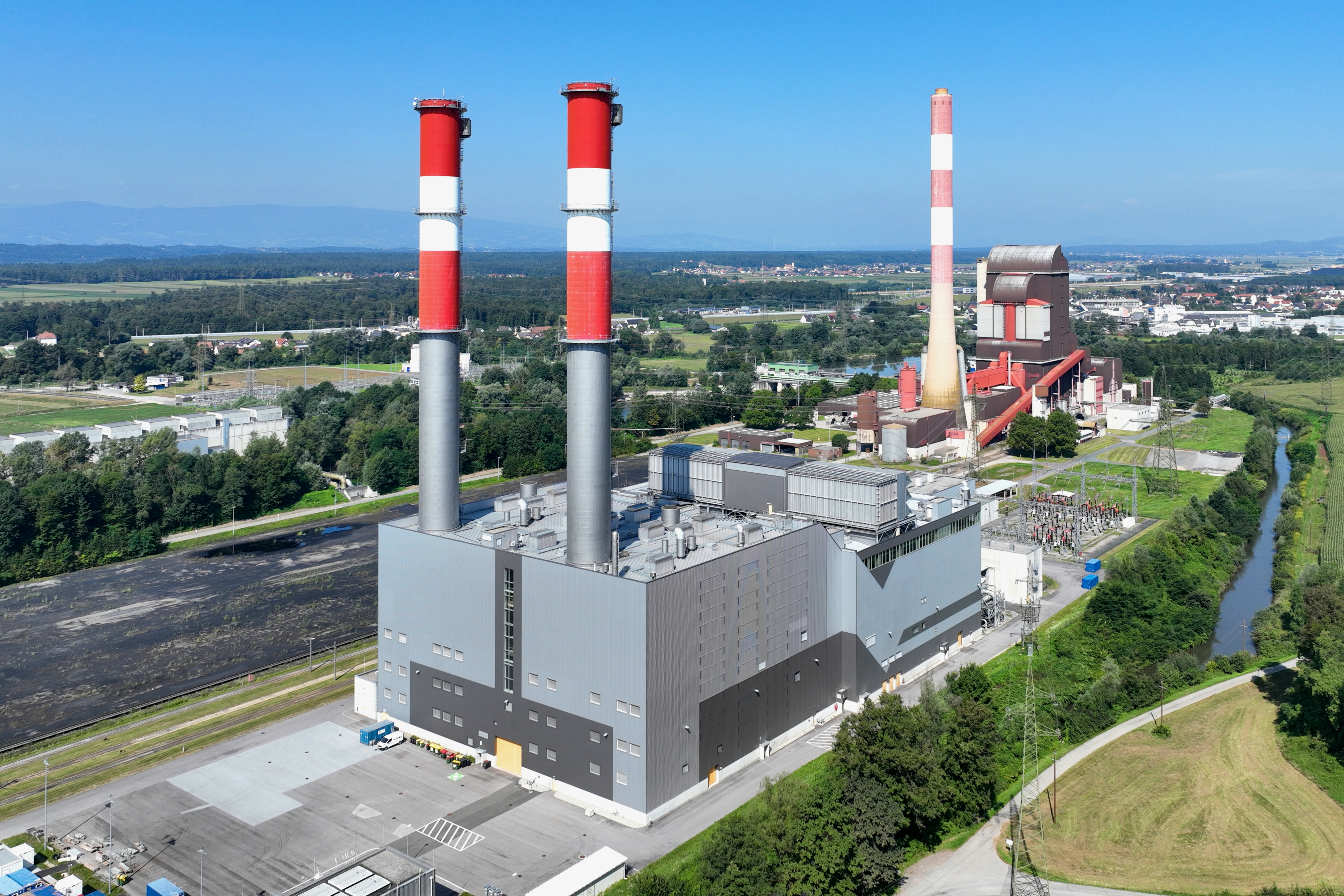
Gas-Kombikraftwerk Mellach
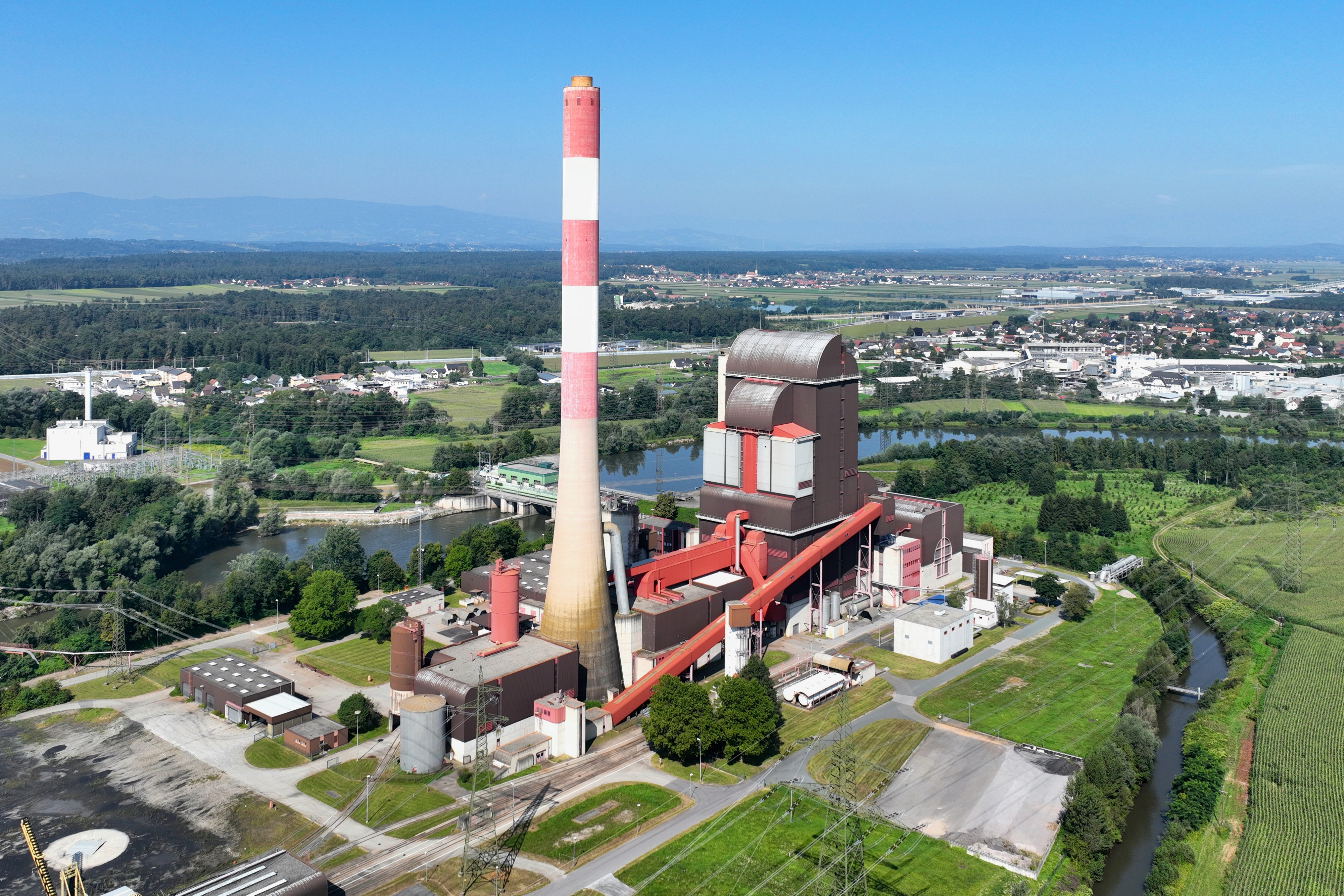
Fernheizkraftwerk Mellach
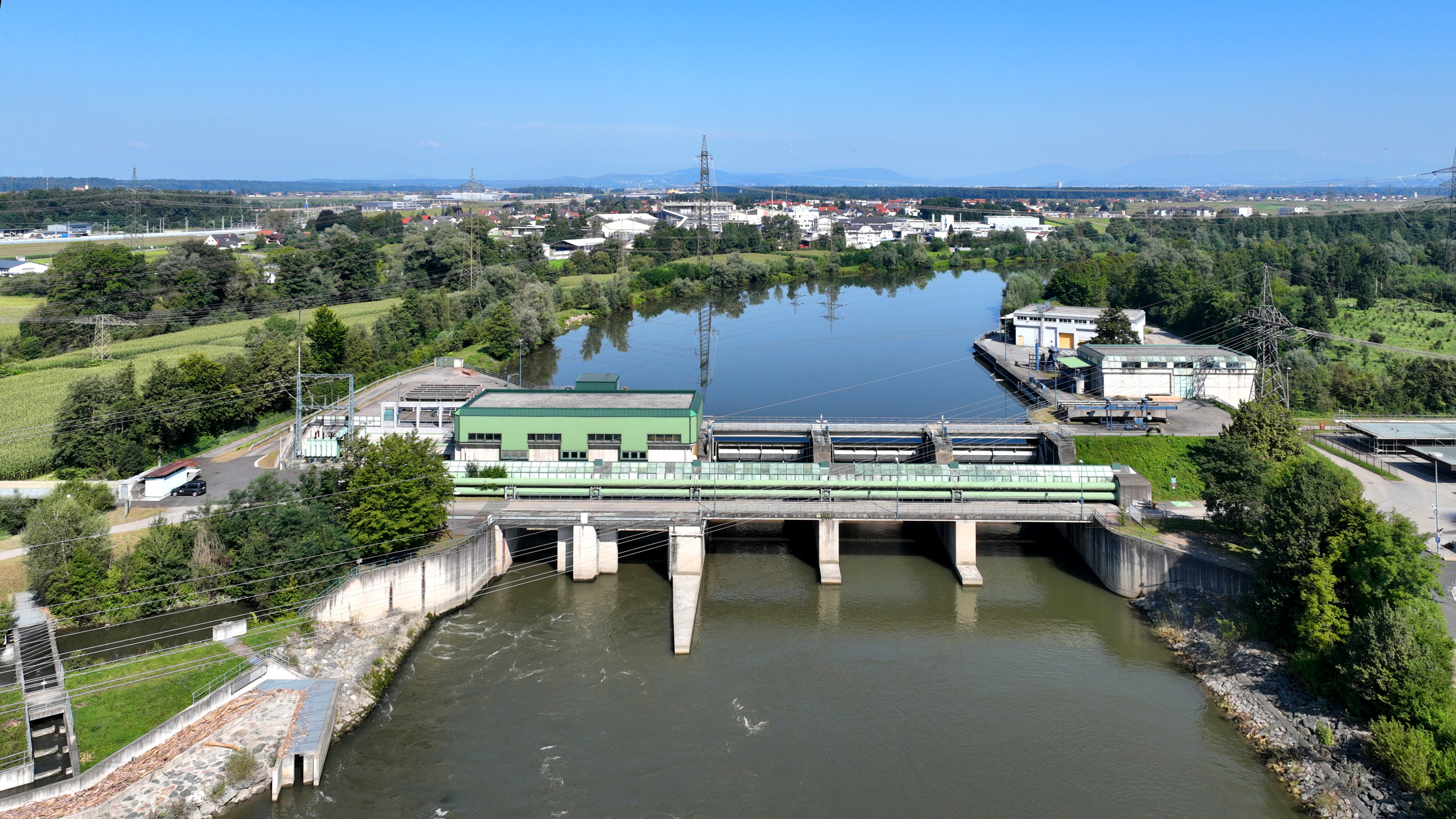
Laufkraftwerk Mellach

### Bildung
- Schulen: In Fernitz-Mellach gibt es drei öffentliche Schulen: die Volksschule Mellach sowie die Marianne Graf Volksschule gemeinsam mit der Musikschule Fernitz im Ortsteil Fernitz. Zur frühen Kinderbetreuung gibt es zwei Kindergärten und Kinderkrippen und einen Hort zur ganztägigen Kinderbetreuung. Eine allgemein bildende mittlere Schule befindet sich in der Nachbargemeinde Hausmannstätten, die NMS Hausmannstätten.
- Öffentliche Bibliothek Fernitz-Mellach[11]

### Ärzte und Apotheke
Für die Gesundheitsversorgung der Bevölkerung stehen eine Apotheke, mehrere Ärzte der Allgemeinmedizin sowie Fachärzte zur Verfügung.

### Pflegeheim
Die Caritas Steiermark betreibt in Fernitz ein Pflegewohnhaus.

### Sport
In Fernitz-Mellach gibt es mehrere Sportvereine, unter anderem der Fußballverein FC Fernitz - Mellach, zwei Eisstockvereine sowie Lauf- und Tennisclubs.

## Politik

### Gemeinderat
Der Gemeinderat hat 21 Mitglieder.
- Nach den Gemeinderatswahlen in der Steiermark 2015 hatte der Gemeinderat folgende Verteilung: 14 ÖVP, 2 Bürgerliste Mellach, 2 SPÖ, 2 FPÖ und 1 GRÜNE.[14]
- Nach den Gemeinderatswahlen in der Steiermark 2020 hatte der Gemeinderat folgende Verteilung: 10  Natürlich „WIR“, 9 ÖVP, 1 SPÖ und 1 FPÖ.[15]
- Nach den Gemeinderatswahlen in der Steiermark 2025 hat der Gemeinderat folgende Verteilung: 9  Natürlich „WIR“, 9 ÖVP, 2 FPÖ und 1 SPÖ.[16]

### Bürgermeister
- 2015–2020 Karl Ziegler (ÖVP)
- seit 2020 Robert Tulnik (Natürlich „Wir“)[17]

### Wappen

Wappen der Vorgängergemeinden
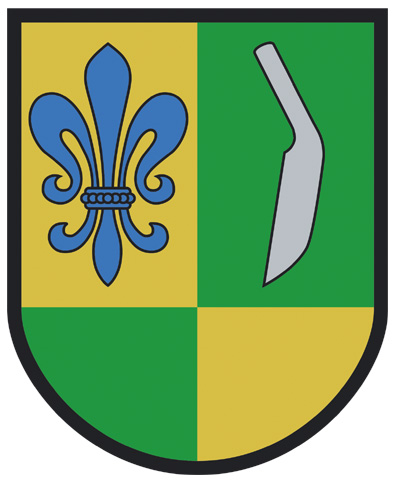
Fernitz
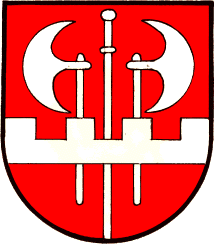
Mellach

Beide Vorgängergemeinden hatten je ein Gemeindewappen. Wegen der Gemeindezusammenlegung verloren diese mit 1. Jänner 2015 ihre offizielle Gültigkeit.
Die Neuverleihung eines Gemeindewappens für die Fusionsgemeinde erfolgte im September 2019.
Die Blasonierung lautet:
„In Rot ein goldener, mit einer blauen heraldischen Lilie belegter Pfahl, vorne und hinten je eine silberne, mit der Schneide nach außen gewandte Streitaxt.“
Damit zeigt das neue Wappen Elemente aus den beiden Wappen der Altgemeinden.

### Gemeindepartnerschaften
- Somogyjád, Ungarn
- Vékény, Ungarn

## Persönlichkeiten

### Söhne und Töchter der Gemeinde
- Maximilian Liebmann (1934–2022), römisch-katholischer Theologe und Kirchenhistoriker, geboren im Ortsteil Dillach
- Gerhard Liebmann (* 1970), österreichischer Schauspieler

### Personen mit Bezug zur Gemeinde
- Andy Töfferl (1955–2012), Musiker, lebte zuletzt in Fernitz
- Otto Eggenreich, (* 1932) österreichischer Schriftsteller und Herausgeber
- Jakob Jantscher (* 1989), österreichischer Fußballspieler[19]
- Celina Degen (* 2001), österreichische Fußballspielerin